# Chromatiek
In de muziektheorie verstaat men onder chromatiek (naar het Grieks: χρώμα = kleur) een uitbreiding van de diatoniek door het gebruik van verhogingen en verlagingen van tonen met (ongeveer) een halve toonafstand. Meer in het bijzonder: het gebruik van meerdere kleuren van de stamtonen. De voorkomende veranderingen (alteraties) worden in dit verband als chromatische alteraties aangeduid. Zo kan de toon C met een halve toonafstand verhoogd worden tot de toon Cis en met een halve toonafstand verlaagd worden tot de toon Ces. Ook kan de toon Cis weer chromatisch verhoogd worden tot de toon Cisis en kan de toon Ces chromatisch verlaagd worden tot Ceses. Muziek met veel alteraties wordt ook wel chromatische muziek genoemd. 

## Uitleg
In de chromatiek komen chromatische halve toonafstanden voor die anders dan de diatonische halve toonafstanden, zoals tussen de tonen E en F, en tussen B en C, zich bevinden tussen een toon en de gelijknamige verhoogde of verlaagde toon, zoals tussen F en Fis, en tussen Bes en B. Het betreft hier muziektheoretische begrippen. De chromatische veranderingen ontstaan op natuurlijke wijze als men uitgaande van de reeks stamtonen een diatonische reeks vormt met een andere grondtoon. De reeks stamtonen
```
C–––––––D––––––E––––F–––––––G––––––A–––––––B––––C
```

heeft in Reine stemming twee lichtelijk verschillende hele toonafstanden, namelijk de intervallen C-D, F-G en A-B met de verhouding 8:9, en de intervallen D-E en G-A met de verhouding 9:10. Tevens zijn er twee halve toonafstanden E-F en B-C, beide met de verhouding 15:16.
Door de toon G, die als kwint nauw verwant is met de toon C, als grondtoon te nemen, ontstaat de reeks
```
G––––––A–––––––B––––C–––––––D––––––E––––F–––––––G
C–––––––D––––––E––––F–––––––G––––––A–––––––B––––C
```

waar ter vergelijking de reeks stamtonen beginnend met de toon C als model onder gezet is.
Twee dingen vallen op: 1. het interval G-A is iets te klein en het interval A-B iets te groot, en 2. de toon F is bijna een halve toonafstand te laag. Het eerste probleem wordt opgelost door eenvoudigweg een iets hogere toon A' te introduceren, die verder gewoon A genoemd wordt. Het tweede probleem is meer fundamenteel en wordt opgelost door op de plaats waar eigenlijk een duidelijk hogere F nodig is, een nieuwe toon Fis te introduceren, een verhoogde F, aangeduid door het achtervoegsel -is. 
```
G––––––AA'–––––B––––C–––––––D––––––E––––F–Fis–––G
C–––––––D––––––E––––F–––––––G––––––A–––––––B––––C
```

Men beschouwt de toon Fis als een variatie van de toon F, F met een andere kleur, en noemt Fis de chromatisch verhoogde F.
Gaat men uit van de grondtoon F, waarvan de toon C de kwint is, dan ontstaat de reeks
```
F–––––––G––––––A–––––––B––––C–––––––D––––––E––––F
C–––––––D––––––E––––F–––––––G––––––A–––––––B––––C
```

waaronder weer ter vergelijking de reeks stamtonen beginnend met de toon C als model gezet is.
Nu is een iets verlaagde toon nodig, D', die weer gewoon D genoemd wordt, maar anderzijds ook een met ongeveer een halve toon verlaagde toon B, die Bes genoemd wordt, aangeduid door het achtervoegsel -es.
```
F–––––––G––––––A–––Bes–B––––C––––––DD––––––E––––F
C–––––––D––––––E––––F–––––––G––––––A–––––––B––––C
```

De toon Bes wordt weer als variant van B opgevat, B met een andere kleur, een chromatisch verlaagde B.

## Notatie
De veranderingen met een halve toon worden in de muzieknotatie aangegeven door speciale tekens. Een chromatische verhoging wordt genoteerd door in het notenschrift voor de betreffende noot op de notenbalk een kruis (#) te plaatsen. Voor het noteren van een dubbele verhoging wordt een dubbelkruis () voor de noot geplaatst. Een chromatische verlaging wordt genoteerd op de notenbalk met een mol (♭) voor de betreffende noot, een dubbele verlaging met een zogeheten dubbelmol (𝄫) bestaande uit twee mollen dicht op elkaar. 
Als gevolg van deze notatie worden gealtereerde tonen ook in tekst wel geschreven met de bijbehorende tekens. Zo wordt de toon Cis wel geschreven C#, de toon Cisis als C, de toon Ces als C♭ en de toon en Ceses als C𝄫.

## Toonhoogte
In de gelijkzwevende stemming zijn alle halve toonafstanden aan elkaar gelijk. Bijgevolg zijn ook de chromatisch verhoogde tonen gelijk aan de chromatisch verlaagde tonen van de een hele toonafstand hoger gelegen toon. Ook is de diatonische halve toonafstand daardoor gelijk aan de chromatische. Het octaaf bestaat in deze stemming uit de twaalf tonen:
C=Bis, Cis=Des, D, Dis=Es, E=Fes, F=Eis, Fis=Ges, G, Gis=As, A Ais=Bes en B.
In deze opsomming zijn de dubbele chromatische alteraties niet vermeld; zij komen overeen met de reeds genoemde tonen.
Overigens wordt ook in deze stemming ondanks de gelijkheid van alle halve toonafstanden de theoretisch vereiste terminologie gehandhaafd. Zo zal bijvoorbeeld de grotetertstoonaldder van D genoteerd worden als
D-E-Fis-G-A-B-Cis-D,
en niet, wat in deze stemming dezelfde reeks tonen voorstelt, als bijvoorbeeld
D-Fes-Eis-G-A-B-Des-D.
Anders is het in de reine stemming. De diatonische “halve toonafstand” zoals die voorkomt in de intervallen E-F en B-C houdt een verhouding in van 15:16, overeenkomend met een factor van ongeveer 1,067. De chromatische “halve toonafstand” van de chromatische verhoging F-Fis bedraagt 128:135, evenals het interval Bes-B van de tot Bes verlaagde B en B zelf. Deze afstand komt ongeveer overeen met een factor 1,055.
In de reine stemming is dus de met een halve toonafstand verhoogde toon iets lager en de met een halve toonafstand verlaagde toon iets hoger dan het exacte midden van de hele toonafstand. 

## Toonreeks
De chromatische toonreeks geen toonladder want die heeft een vast vertrek- en eindpunt  bestaat binnen een octaaf uit twaalf tonen, de stamtonen en hun relevante verhogingen of verlagingen. Stijgend rekent men de verhoogde tonen tot de reeks, dalend de verlagingen
- stijgend: C - Cis - D - Dis - E - F - Fis - G - Gis - A - Ais - B - C
- dalend:   C - B - Bes - A - As - G - Ges - F - E - Es - D - Des - C.

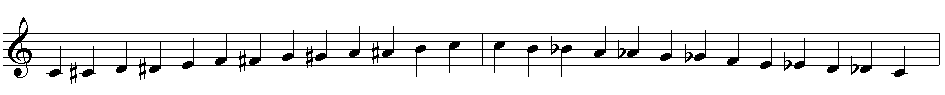
Chromatische toonreeks stijgend en dalend over een vol octaaf

In de gelijkzwevende stemming zijn de chromatische tonen Eis, Bis, Fes en Ces, enharmonisch gelijk aan de respectievelijke stamtonen F, C, E en B, vanwege de diatonische halve toonafstanden B-C en E-F.
Strijkers intoneren heden ten dage nog steeds zo veel mogelijk deze zuivere tonen, die op een piano niet ten gehore kunnen worden gebracht. De huidige gelijkzwevende stemming verdeelt als het ware de valsheid gelijkelijk over alle intervallen, waardoor chromatiek vrijelijk kan worden toegepast, maar het oorspronkelijk grote kleurverschil tussen de toonsoorten is verdwenen. (Zie: Harmonieleer)
In de geschiedenis van de klassieke muziek heeft de chromatiek zich geleidelijk aan ontwikkeld tot een middel om het aantal toonsoorten uit te breiden.